# Dubai Pearl
Le Dubai Pearl est un gratte-ciel à Dubaï, actuellement en construction.

## Le projet
Le Dubai Pearl est le nom donné à un projet développé par le promoteur Omnix Holding FZ sur un terrain circulaire de 500m de diamètre à l’entrée du Palm Jumeirah, formé par 4 tours de 300m reliées entre elles au sommet. L’ensemble du projet prévoit 1500 logements, des bureaux, un théâtre de 1800 places, un centre commercial, 60 restaurants, pour un coût estimé de 6 milliards de $ et une inauguration en 2008.
Le complexe, très compact, comporterait 73 étages et totaliserait une surface utile de 1,85 million de mètres carrés, soit l'équivalent de 18 gratte-ciels d'une taille moyenne de 100 000 m2.
Le design du bâtiment a été élaboré par la firme e.Construct, installée à Dubaï.
D´autres bâtiments, comme la Willis Tower à Chicago ou encore le Shanghai World Financial Center à Shanghai comprennent plus de 100 étages, et sont donc plus hauts, mais la Dubaï Pearl Tower disposera pourtant d'une surface utile largement supérieure[Combien ?] à celle de ces autres constructions, en raison de ses dimensions et de sa compacité. Quant à son usage, le Dubaï Pearl serait comparable au Rockefeller Center de New York[réf. nécessaire].

## Les déboires
Lancés en 2004, les travaux s’interrompent une première fois en 2006 faute de financement. En décembre 2007 le terrain et le projet sont rachetés par le groupe Al Fahim, un fonds d’investissement basé à Abou Dabi, s’appuyant financièrement sur la promesse d’achat d’espaces commerciaux à hauteur de 800 millions de $ par le Dubaï International Financial Center (DIFC) afin de proposer ensuite les espaces à des sociétés du monde entier. La promotion du projet est assurée par la société Pearl Dubaï FZ. 
Les travaux reprennent en 2008 mais le chantier tourne au ralenti. Une partie du financement étant basée sur la vente sur plan des logements, le ralentissement économique mondial et la chute de l’immobilier à Dubaï font que les rentrées d’argent sont plus faibles que prévu. De plus, le DIFC ne verse que 13,8 millions sur les 800 millions $ promis et finit par se retirer du projet.
Le chantier s’arrête de nouveau en 2011 alors que les premiers étages des tours sont sortis de terre. Il est abandonné en l’état par les entreprises, les installations de chantier restant en cas de reprise des travaux. 
En 2014, le fonds d’investissement basé à Hong Kong Chow Tai Fook négocie avec Pearl Dubaï FZ pour acheter des locaux à hauteur de 1.9 milliard $, à condition de voir une reprise rapide du chantier. Des enseignes d’hôtellerie prestigieuses comme le Bellagio et MGM Grand sont évoquées. Les travaux reprennent en décembre 2014 mais s’arrêtent quelques semaines plus tard. 
En novembre 2015, le fonds d’investissement Canada Business Holdings manifeste un intérêt pour investir jusqu’à 6 milliards $ afin de racheter et terminer le projet, mais finalement l’idée est abandonnée.
En juillet 2016, les grues, présentes depuis 2004, sont démontées du chantier. Le site est depuis à l’abandon et est considéré comme une verrue à l’entrée du luxueux Palm Jumeirah.
Début 2019, le site internet de présentation du projet annonce une reprise des travaux courant 2019.
Devant les retards accumulés, des centaines d’investisseurs cherchent depuis plusieurs années à se faire rembourser l’argent investi pour des logements ou des bureaux dans l’une des quatre tours mais Pearl Dubaï FZ n’a pas les moyens de rembourser et continu sa recherche d'investisseurs pour continuer le projet. 
Depuis cette affaire, le Dubai Land Department, administration chargée du foncier dans la ville interdit la vente sur plan de biens immobiliers sauf si l'investissement est sécurisé sur un compte séquestre géré par un tiers jusqu'à la fin du projet, au lieu de donner l'argent immédiatement au développeur, afin de protéger et surtout rassurer les investisseurs étrangers.